# August Clemens Müller

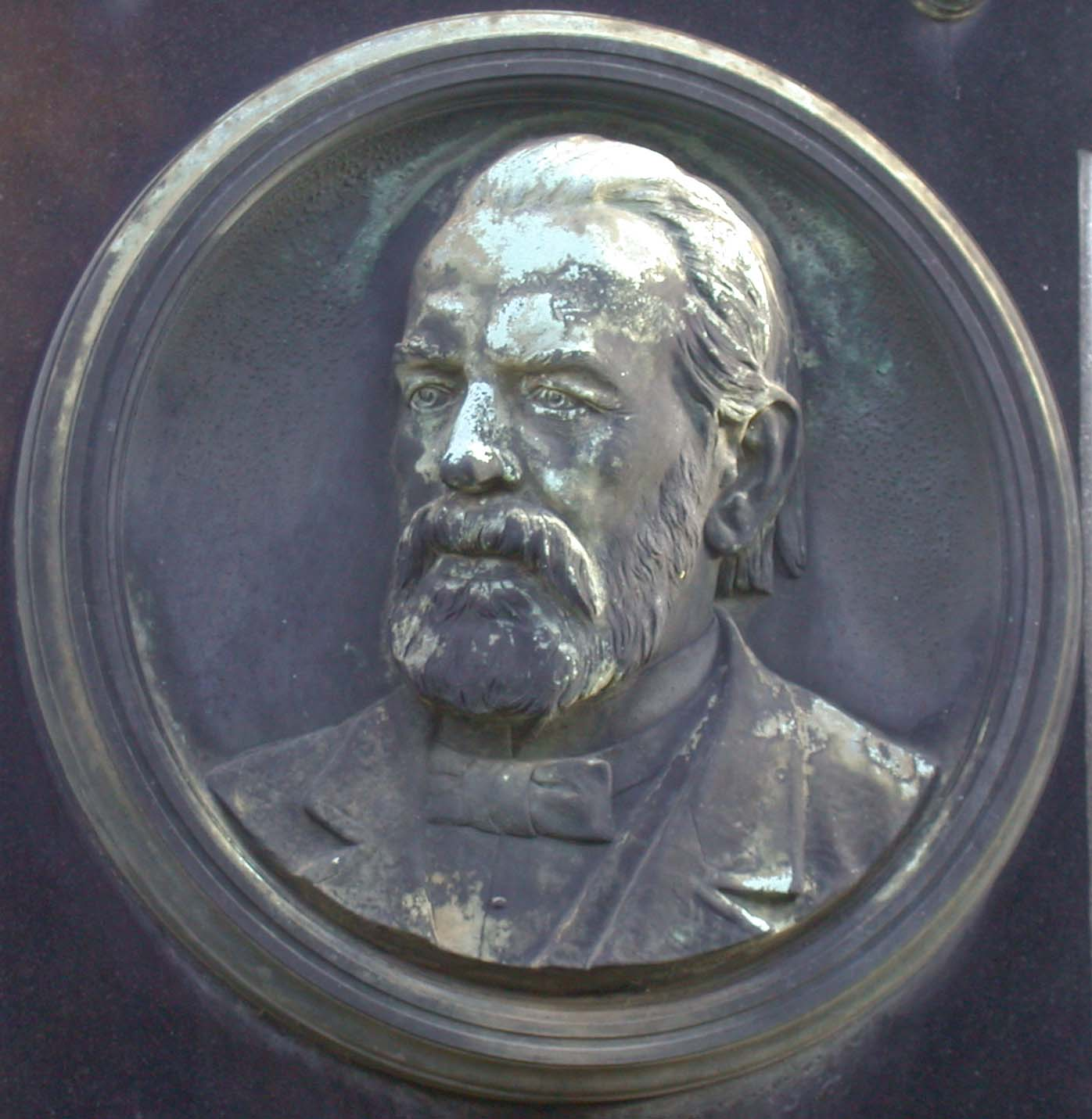
Clemens Müller

Friedrich August Clemens Müller (1828–1902) – niemiecki konstruktor maszyn Veritas. Pierwszą swoją maszynę skonstruował w 1855 roku w Dreźnie. Obecnie marka Veritas należy do szwajcarskiego koncernu Bernina.